# Nick Boraine
Nicholas „Nick“ Boraine  (* 14. November 1971) ist ein südafrikanischer Schauspieler.

## Leben und Karriere
Nick Boraine wurde 1971 geboren und schloss die University of Witwatersrand mit einem Abschluss in Darstellender Kunst 1994 erfolgreich ab. Er ist seit 1997 als Schauspieler aktiv und ist vorrangig in südafrikanischen Produktionen zu sehen oder in Südafrika gedrehten internationalen Filmen und Serien. Sein Vater, Alex Boraine, ist ein ehemaliger südafrikanischer Politiker, der unter anderem stellvertretender Vorsitzender der Wahrheits- und Versöhnungskommission war.
Boraine spielte zunächst kleinere Rollen in Serien wie Binnelanders oder Scout’s Safari, bevor er ab 2014 international bekannter wurde. So spielte er die Rolle des Alan Hensleigh in der vierten Staffel der Spionageserie Homeland, die zwar in der pakistanischen Hauptstadt Islamabad spielt, allerdings in Kapstadt gedreht wurde. Darauf folgte die Rolle des Peter Ashe in der Serie Black Sails.
Boraine spielte auch Nebenrollen in Filmen wie Ich träumte von Afrika, District 9 oder Money Monster.

## Filmografie (Auswahl)
- 1997: Sindbads Abenteuer (Fernsehserie, Episode 2x08)
- 1998: The Sweeper – Land Mines
- 2000: Operation Delta Force 5: Random Fire
- 2000: Ich träumte von Afrika (I Dreamed of Africa)
- 2002–2003: Scout’s Safari (Fernsehserie, 2 Episoden)
- 2002: Promised Land
- 2004: Quatermain und der Schatz des König Salomon (OT: King Solomon’s Mines)
- 2004: Critical Assignment
- 2004: Berserker
- 2004: In My Country
- 2005: Bermuda Dreieck – Tor zu einer anderen Zeit (The Triangle) Miniserie
- 2006: The Breed – Blutige Meute (The Breed)
- 2009: The Philanthropist (Fernsehserie, Episode 1x08)
- 2009: District 9
- 2010: Jozi
- 2010: The Mating Game (Fernsehserie, 7 Episoden)
- 2010: Binnelanders (Fernsehserie, 17 Episoden)
- 2010: The Bang Bang Club
- 2011: Paradise Stop
- 2013: Weit hinter dem Horizont
- 2014: The Salvation – Spur der Vergeltung (The Salvation)
- 2014: Homeland (Fernsehserie, 4 Episoden)
- 2015: Black Sails (Fernsehserie, 5 Episoden)
- 2016: Der Spion und sein Bruder (Grimsby)
- 2016: Money Monster
- 2016: How to Get Away with Murder (Fernsehserie, Episode 3x05)
- 2017: Chicago Fire (Fernsehserie, 3 Episoden)
- 2018: Running for Grace
- 2018: Bloodline
- 2018: Call of Duty: Black Ops 4 (Stimme)
- 2019: Know Your Enemy
- 2019: Designated Survivor (Fernsehserie, 2 Episoden)
- 2023: Percy Jackson: Die Serie (Percy Jackson and the Olympians, Fernsehserie, Stimme, 4 Episoden)